# Nishiōji Oike (metropolitana di Kyoto)
Nishiōji Oike (西大路御池駅?, Nishiōji Oike-eki) è una stazione della metropolitana di Kyoto che si trova nel quartiere di Nakagyō-ku, nel centro di Kyoto. La stazione è servita dalla linea Tōzai, gestite dall'Ufficio municipale dei trasporti di Kyoto.

## Struttura
La stazione è costituita da una banchina a isola centrale con due binari sotterranei, ed è dotata di porte di banchina. 
| 1 | Linea Tōzai | per Uzumasa Tenjingawa                                  |
| 2 | Linea Tōzai | per Nijō, Karasuma-Oike, Misasagi, Rokujizō e Hama-Ōtsu |

## Stazioni adiacenti
| «                  | Servizio    | »           |
| Linea Tōzai        | Linea Tōzai | Linea Tōzai |
| ------------------ | ----------- | ----------- |
| Uzumasa Tenjingawa | -           | Nijō        |